# Victoria Tennant
Victoria Tennant, född 30 september 1950 i London, är en brittisk skådespelare. Tennant är dotter till den ryska ballerinan Irina Baronova och Cecil Tennant, en engelsk producent och artistagent.
Victoria Tennant är bland annat känd för rollen som Pamela Tudsbury i miniserien Krigets vindar och dess fortsättning Krig och hågkomst.
Från 20 november 1986 till 1994 var Tennant gift med den amerikanske skådespelaren Steve Martin, mot vilken hon spelade i filmerna Mitt andra jag (1984) och L.A. Story (1991).